# آن ماري فلك
آن ماري فلك (بالسويدية: Ann Mari Falk)‏ هي كاتبة للأطفال ومترجمة وكاتِبة سويدية، ولدت في 19 ديسمبر 1916 في سانكت ماتيوس ‏ في السويد، وتوفيت في 27 يونيو 1988 في Johannes parish ‏ في السويد.

## الحياة والتعليم
هي ابنة إنغبورغ لارسن وفريتز سودربيرغ، ولدت آن ماري سودربيرغ في ستوكهولم. كان شقيقها بينجت كاتبًا أيضًا. عملت في شركة التأمين هانسا (Hansa) من عام 1935 إلى عام 1951. ونشرت فلك روايتها الأولى (امرأة الكوخ Fruntimmer) في عام 1944. وترجمت لاحقًا أدب الأطفال من الدنماركية والنرويجية إلى السويدية.
وفازت فلك بمسابقة برعاية الناشر والستروم وويدستراند في عام 1950. وفازت بجائزة جائزة مجلة أونو إنغ الأدبية في عام 1953، وجائزة أستريد ليندغرين في عام 1968. توفيت فلك عن عمر يناهز 71 عامًا.